# 小粗鰍鯰
小粗鰍鯰（学名：Trachyglanis minutus）為輻鰭魚綱鯰形目平鰭鮠科的其中一種，為熱帶淡水魚，分布於非洲剛果民主共和國烏班基河流域，體長可達5公分，棲息在底層水域，生活習性不明。
其种加词“minutus”意为“微小的”。